# Powiat Uście nad Orlicą
Powiat Uście nad Orlicą (czes. Okres Ústí nad Orlicí) – powiat w Czechach, w kraju pardubickim.
Jego siedziba znajduje się w mieście Uście nad Orlicą. Powierzchnia powiatu wynosi 1265,14 km², zamieszkuje go 138 763 osób (gęstość zaludnienia wynosi 109,69 mieszkańców na 1 km²). Powiat ten liczy 111 miejscowości, w tym 10 miast.
Od 1 stycznia 2003 powiaty nie są już jednostką podziału administracyjnego Czech. Podział na powiaty zachowały jednak sądy, policja i niektóre inne urzędy państwowe. Został on również zachowany dla celów statystycznych.

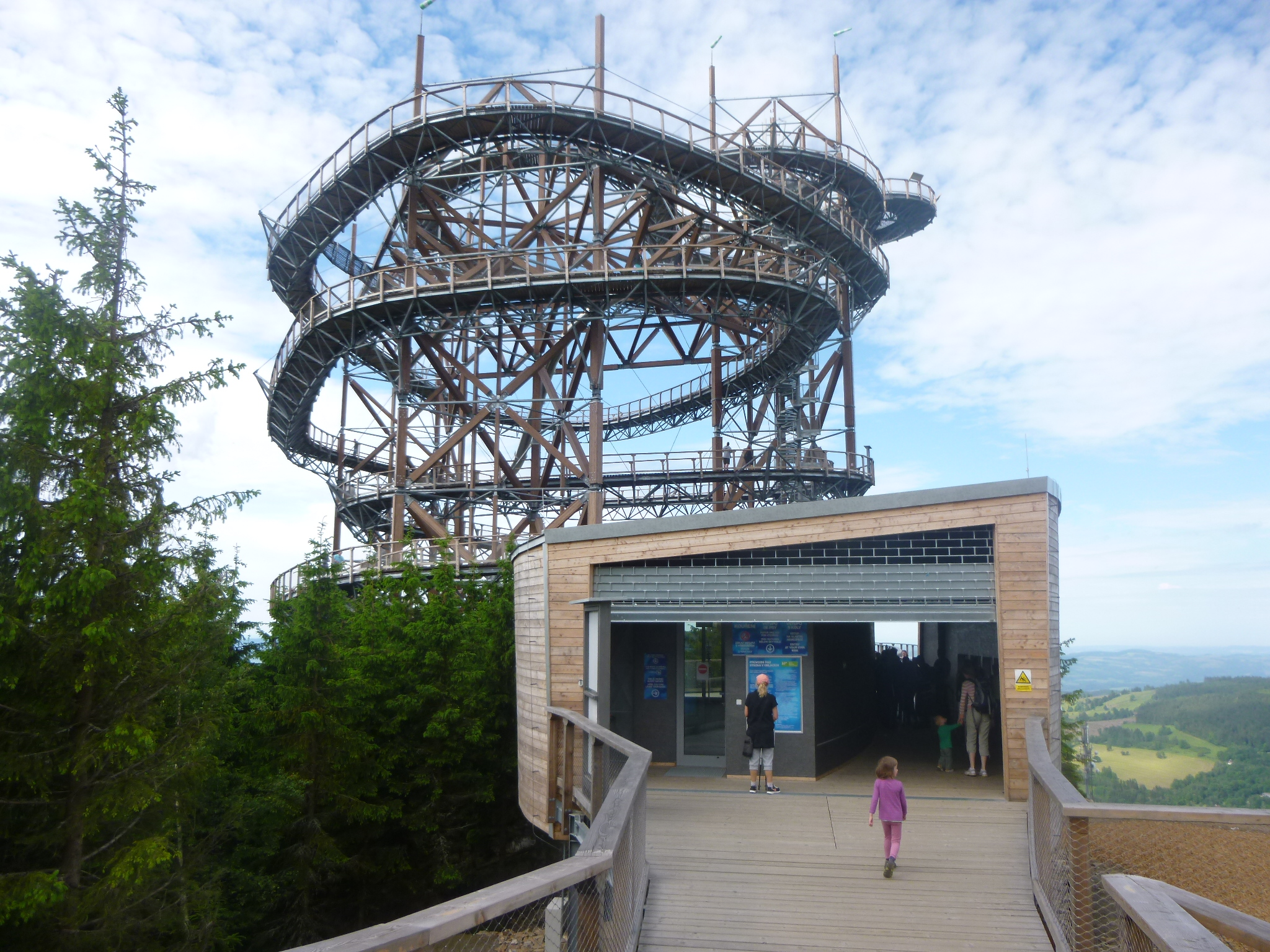
Ścieżka w Obłokach

## Struktura powierzchni
Według danych z 31 grudnia 2003 powiat ma obszar 1265,14 km², w tym:
- użytki rolne - 59,72%, w tym 64,19% gruntów ornych
- inne - 40,28%, w tym 78,36% lasów
- liczba gospodarstw rolnych: 1249

## Miasta
- Brandýs nad Orlicí
- Česká Třebová
- Choceň
- Jablonné nad Orlicí
- Králíky
- Lanškroun
- Letohrad
- Uście nad Orlicą
- Vysoké Mýto
- Žamberk

## Demografia
Dane z 31 grudnia 2003:
| Opis        | Ogółem  | Kobiety      | Mężczyźni    |
| ----------- | ------- | ------------ | ------------ |
| populacja   | 138 763 | 70617 50,89% | 68146 49,11% |
| średni wiek | 38      | 39,96        | 37,06        |

- gęstość zaludnienia: 109,69 mieszk./km²
- 60,83% ludności powiatu mieszka w miastach.

## Zatrudnienie
| Mieszkańcy ze stałym zatrudnieniem | 41 061       |
| Średnia pensja miesięczna          | 14 068 koron |
| Bezrobotni                         | 5 962        |
| Stopa bezrobocia                   | 8,44%        |

## Szkolnictwo
W powiecie Uście nad Orlicą działają:
| Rodzaj szkoły                   | Liczba szkół |
| ------------------------------- | ------------ |
| Przedszkola                     | 97           |
| Szkoły podstawowe               | 76           |
| Gimnazja                        | 7            |
| Szkoły średnie techniczne       | 13           |
| Szkoły średnie ogólnokształcące | 10           |
| Szkoły wyższe                   | 2            |

## Służba zdrowia
| Lekarze                               | 383 |
| Szpitale                              | 2   |
| Specjalistyczne ośrodki terapeutyczne | 3   |
| Gabinety dentystyczne                 | 67  |
| Apteki                                | 21  |